# Ханс Закс (поет)
Вижте пояснителната страница за други личности с името Ханс Закс.
Ханс Закс (на немски: Hans Sachs) е най-значимият и най-прославен творец на бюргерската литература в Германия от XVI век. Той е нюрнбергски майстерзингер, певец на занаятчийското съсловие, сътворил множество карнавални комедии, драми, поеми и шванки.

## Живот
Ханс Закс е син на прост шивач. Сам изучава обущарство и като странстващ калфа предприема пътувания по поречията на реките Дунав и Рейн, след това из Холандия и Средна Германия. В двора на император Максимилиан I в Инсбрук изучава „майсторското пеене“, а след това в Мюнхен взима уроци при прочутия майстерзингер Линхард Нуненбек. Когато в 1516 г. се завръща в Нюрнберг, Ханс Закс вече си е създал име и става майстор-певец на обущарската гилдия. По-късно дори създава и ръководи школа по майсторско пеене във Франкфурт на Майн.

## Творчество
Поетът, твърде начетен за времето и съсловието си, израства с протестантските идеи на Мартин Лутер – в една от прочутите си поеми от 1523 г. го възхвалява в 700 стиха като Витенбергския славей , който с трелите си поразява римския папа Лъв X, отлъчил Лутер от Светата църква. Остър полемист и присмехулник, Ханс Закс е олицетворение на простодушния, но и лукав възторг от „новото време“ на Реформацията. Творбите му, на брой общо над 6000, са изпълнени с хумор и назидателност, каквато изисква времето и религията му, и по правило завършват с недвусмислен „морал“. Голяма негова заслуга е умението му да преработва в безримни стихове сюжети и мотиви от световната литература. Въздействието му през следващия век обаче намалява поради презрението на дворцовите поети към грубите му, неизтънчени стихове.

## Признание
Преоткрива го в XVIII век Йохан Волфганг Гьоте, като в негова чест написва възторженото стихотворение „Поетическото послание на Ханс Закс“ (1776). Началната сцена на своя „Фауст“ Гьоте сътворява в стила на Закс, като използва неговия стихотворен размер „кнителферз“. В XIX век Рихард Вагнер пресъздава образа на народния поет в операта си „Нюрнбергските майстори певци“ (1868).
В чест на поета родният му град Нюрнберг учредява през 1975 г. наградата за драматургия „Ханс Закс“.
Дяволът и момчето
Над този свят царувам аз,

Раздавам чест, пари и власт!

И щом наслади ти жадуваш -

Да любиш, пиеш и лудуваш,

Да тънеш в радост без тревога -

То опълчи се срещу Бога!

Не слушай майка, ни баща

И аз ще те възнаградя

Със всичко скъпо под небето,

Което блазни ти сърцето!

1567